# 新川町停留場
新川町停留場（しんかわちょうていりゅうじょう）は、北海道函館市新川町1番地先、千歳町10番地先にある函館市企業局交通部（函館市電）湯の川線の停留場である。駅番号はDY15。

## 歴史
- 1913年（大正2年）6月29日 - 開業。

## 構造
- 2面2線の相対式ホーム（交差点の中央を点対称にホームが設置されている）。
- 往線ホームには水銀灯が設置されているほか、自動車が電停に衝突しないように10m前からラバーポール（ガイドポスト）が設置されている。

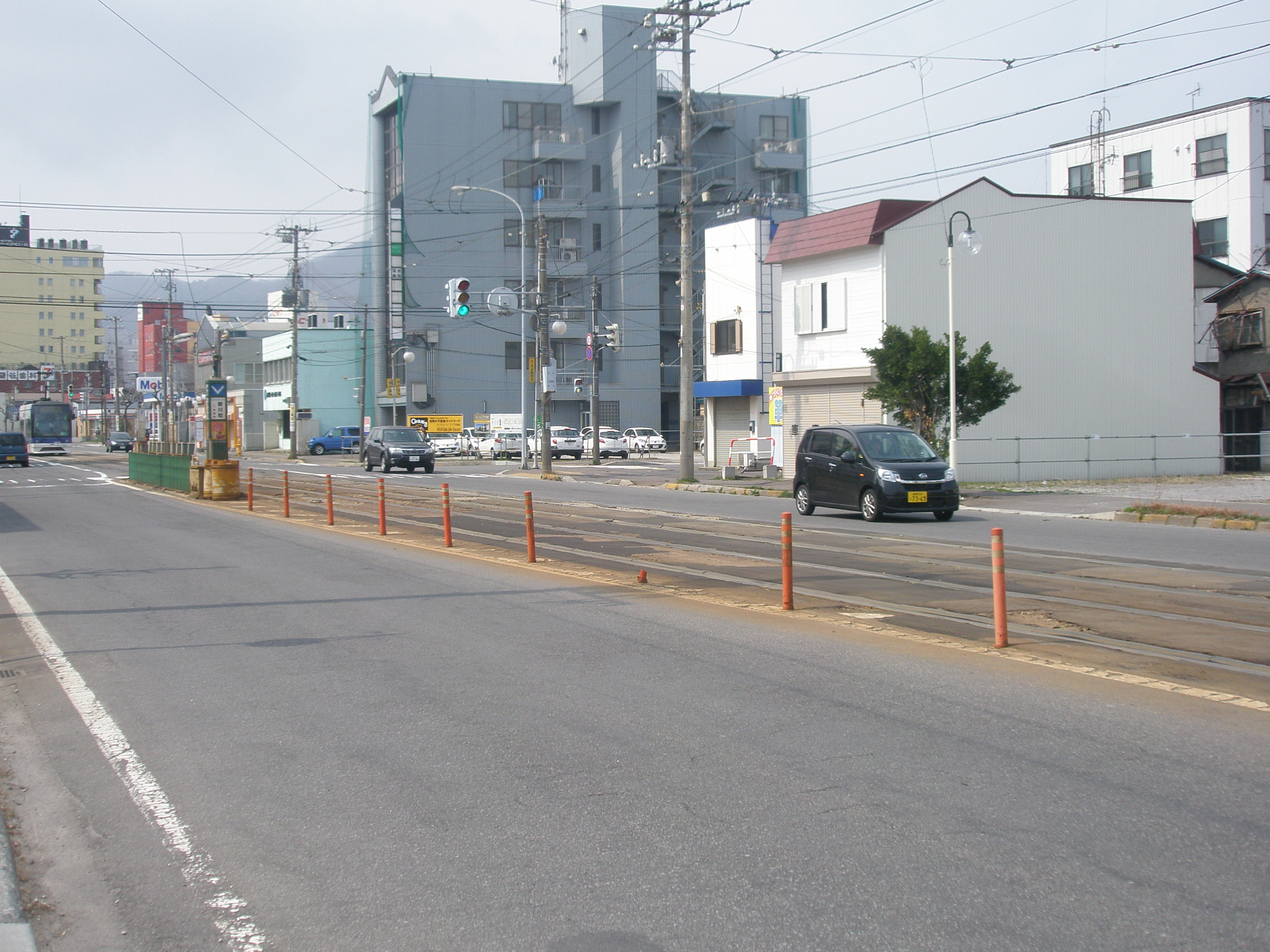
新川町停留場・往線乗り場側ラバーポール（ガイドポスト）の設置状況（2017年4月）

## 周辺
- 函館中央郵便局
- 青森みちのく銀行函館営業部
- 函館商工信用組合本店
- はこだて自由市場（新川廉売）
- ローソン函館千歳町店
- 函館大火慰霊堂
- 北海道道83号函館南茅部線
- NHK函館放送局
- 函館バス「新川町」停留所[2]

## 隣の停留場
函館市企業局交通部
湯の川線
千歳町停留場 (DY14) - 新川町停留場 (DY15) - 松風町停留場 (DY16)